# Centaurium

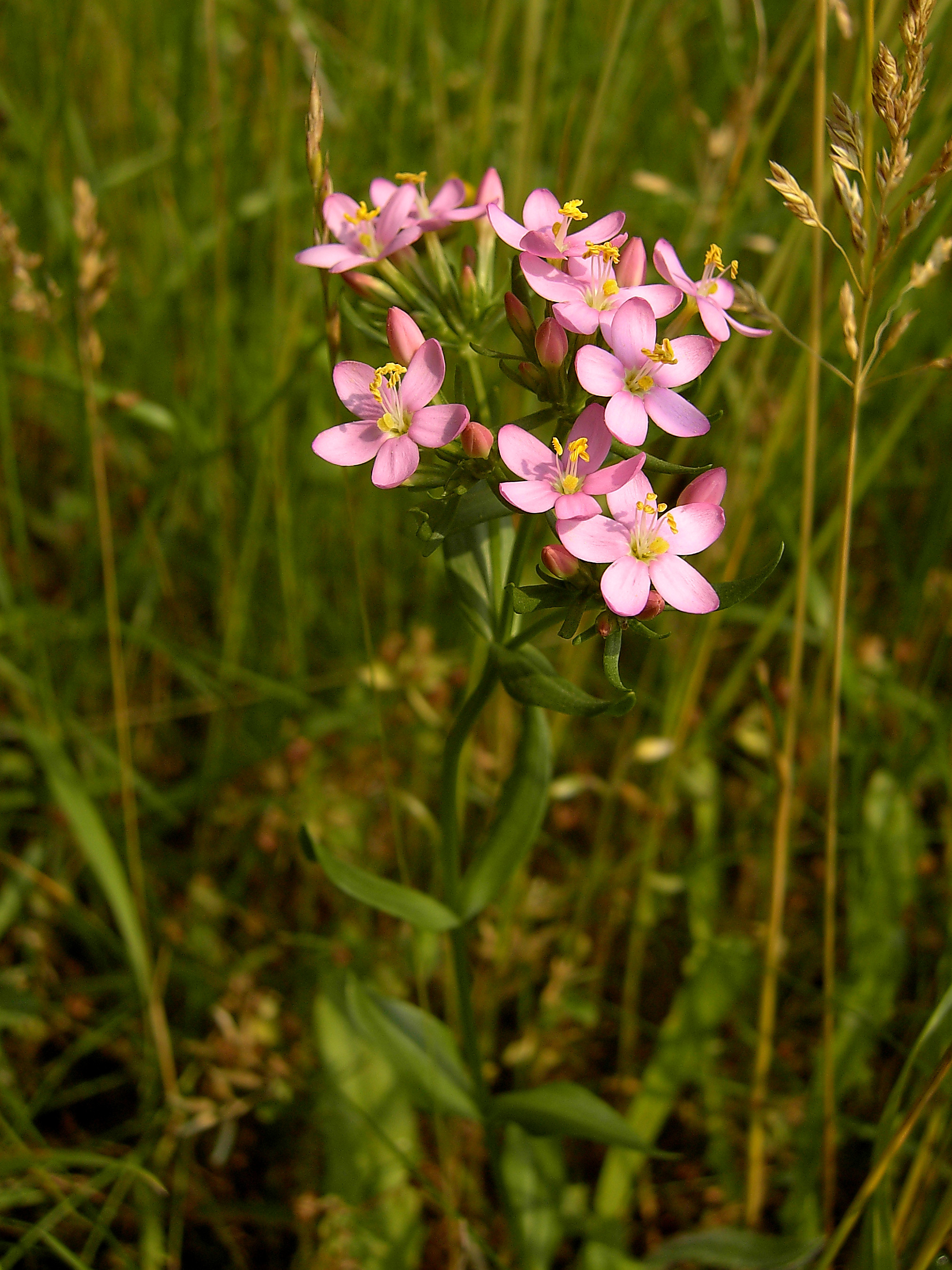
Centaurium erythraea.

Centaurium é um género botânico que inclui cerca de 20 espécies pertencentes à família Gentianaceae, tribo Chironieae, subtribo Chironiinae. O género, que anteriormente foi designado por Erythraea, recebeu o presente nome genérico a partir do centauro Chiron, afamado na mitologia grega pelos seus conhecimentos em plantas medicinais. A sua distribuição natural centra-se na região Euroasiática.

## Taxonomia
Até ao ano de 2004, o género Centaurium tinha uma maior abrangência, agrupando cerca de 50 espécies com distribuição natural na Europa, Ásia, as Américas, a Australásia e o Pacífico. Entretanto, foi demonstrado que o género era polifilético, e nesse ano o conjunto de espécies que o integrava foi subdividido em quatro géneros: (1) Centaurium sensu stricto; (2) Zeltnera; (3) Gyrandra; e (4) Schenkia.
As espécies mais comuns, conhecidas por centaurias, são utilizadas na Europa, desde a antiguidade clássica, como base para a confecção de tónicos para afecções estomacais e hepáticas, tendo sido demonstrado que contêm iridoides, flavonoides e xantonas, sobretudo nas pétalas e nas folhas.

### Espécies
O género inclui as seguintes espécies:
- C. barrelieri (Duf.) F. Q. & Rothm.
- C. bianoris (Sennen) Sennen
- C. calycosum (Buckley) Fernald
- C. capense Broome
- C. centaurioides (Roxb.) Rolla Rao & Hemadri
- C. chloodes (Brot.) Samp.
- C. davyi (Jeps.) Abrams
- C. erythraea Rafn
- C. exaltatum (Griseb.) W. Wight ex Piper
- C. favargeri Zeltner
- C. gypsicola (Boiss. & Reut.) Ronniger
- C. littorale (D. Turner) Gilmour
- C. mairei Zeltner
- C. majus (Hoffmgg. & Link) Ronniger
- C. malzacianum Maire
- C. maritimum (L.) Fritch
- C. pulchellum (Sw.) Druce
- C. quadrifolium (L.)
- C. scilloides (L. fil.) Samp.
- C. serpentinicola A. Carlström
- C. somedanum Lainz
- C. suffruticosum (Griseb.) Ronniger
- C. tenuiflorum (Hoffmgg. & Link) Fritsch
- C. turcicum (Velen.) Ronnige